# Źródło nad Orczykiem

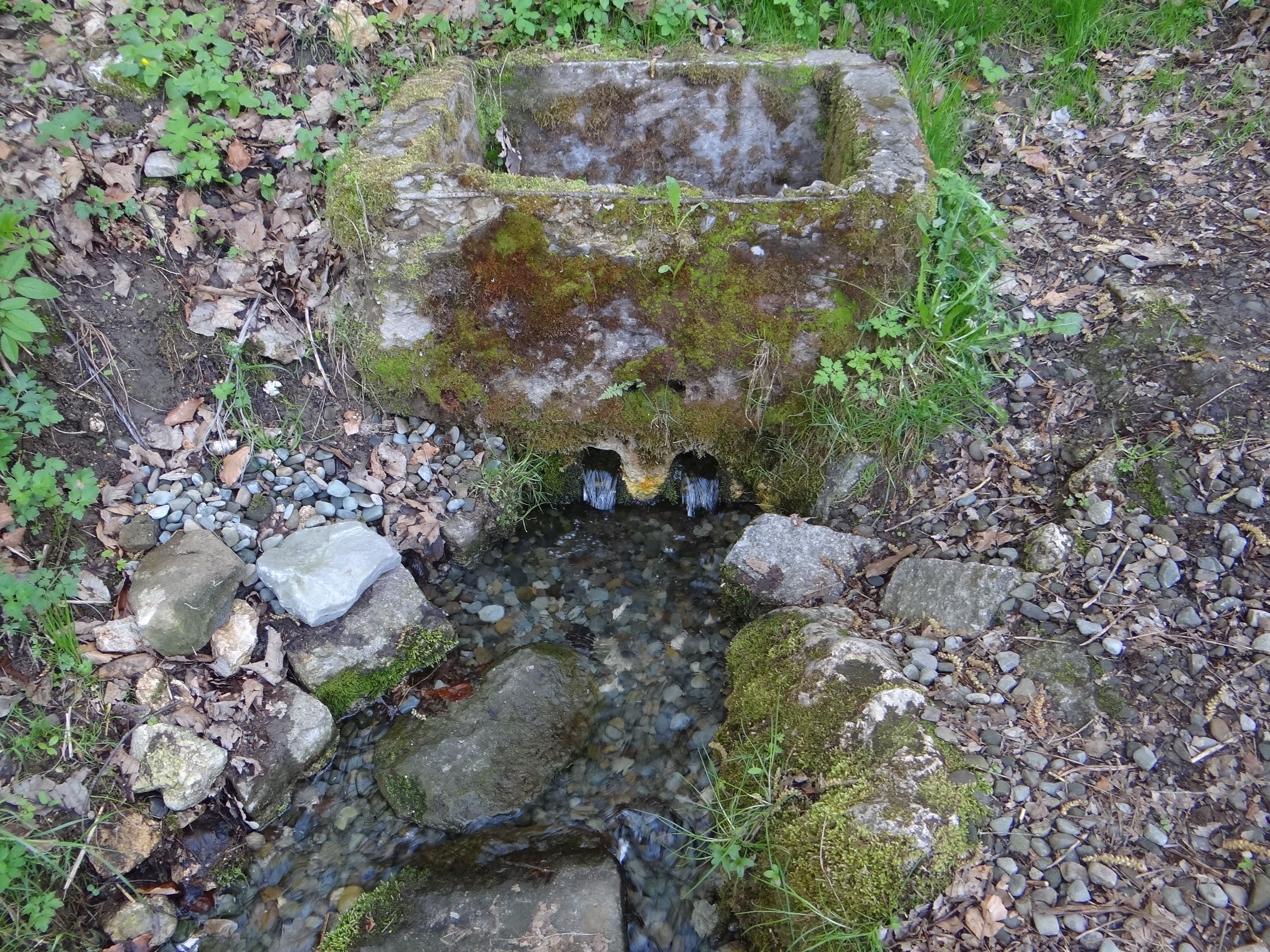
Obudowany wypływ wody ze źródła

Źródło nad Orczykiem, Źródło Orczyka – źródło w miejscowości Sułoszowa w województwie małopolskim, w powiecie krakowskim, w gminie Sułoszowa. Pod względem geograficznym znajduje się w Dolinie Prądnika na Wyżynie Olkuskiej. Źródło wypływa na wysokości 384 m n.p.m., w odległości kilkudziesięciu metrów od lewego brzegu koryta Prądnika.
Nazwa źródła pochodzi od nazwiska właściciela domu w pobliżu źródła. Jest to źródło podzboczowe, przykorytowe, wypływające w skalistych i płytowych wapieniach pochodzących z górnej jury. Posiada kamienną obudowę, wykonaną około 40 lat temu. Ma wydajność 5-8 l/s, wodę o temperaturze 8,4 °C, słodką (mineralizacja 490 ml/l). W źródle brak roślinności wodnej, występują okrzemki i bezkręgowce: źródlarka karpacka, Gammarus fossarum, typowe dla źródeł larwy chruścików i Trichodrilus cernosvitovi.
Woda wypływająca ze źródła tworzy niewielki potok opływający podnóże Skały nad Potokiem. Przy źródle zamontowano tablicę informacyjną.